# Požadavky maďarských povstalců 1956

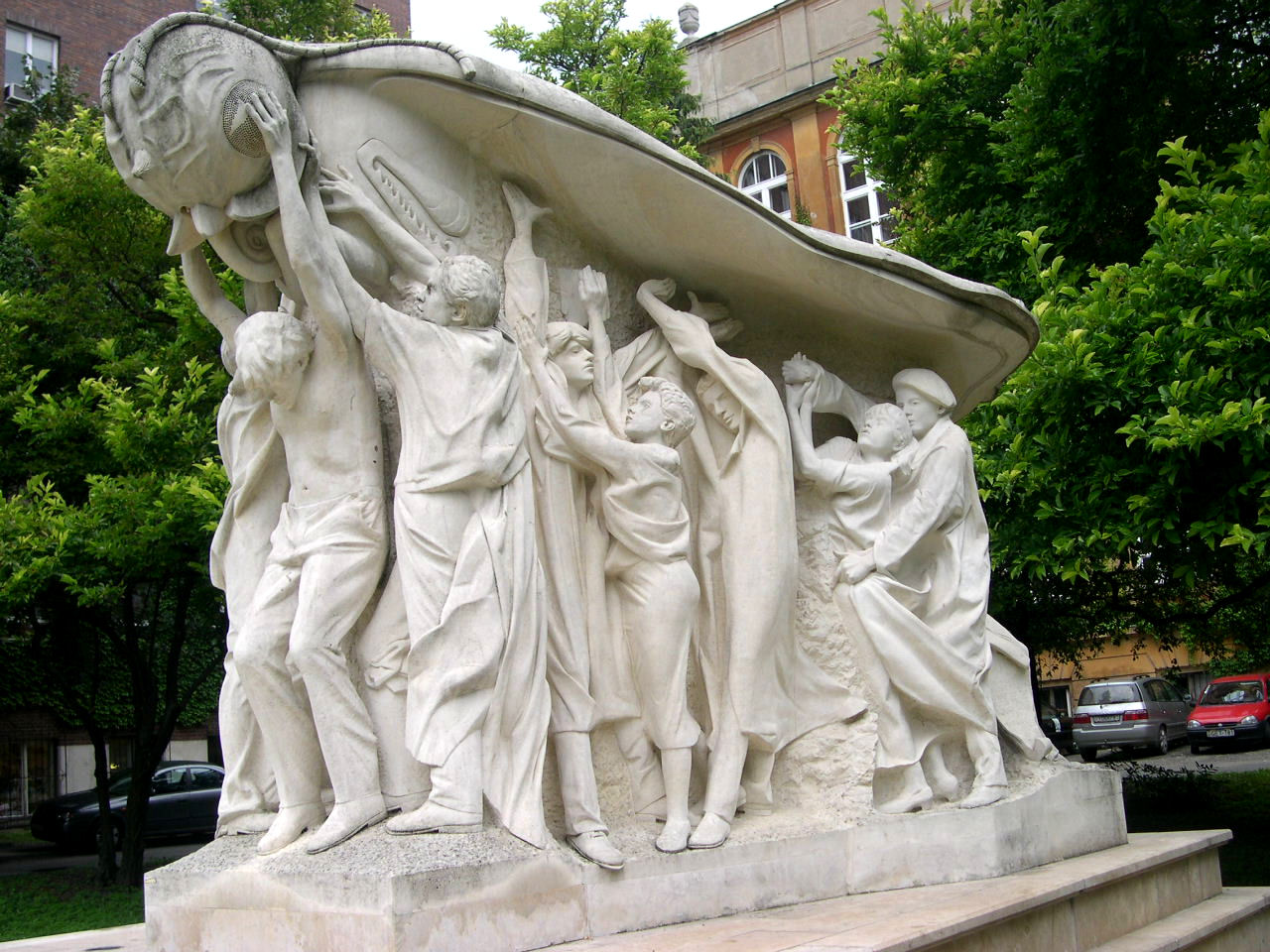
Památník povstalců

Šestnáct požadavků maďarských povstalců bylo sepsáno členy MEFESZ (Svaz maďarských univerzitních a vysokoškolských studentů) ve dnech 20. října až 22. října 1956. Jedná se o seznam šestnácti bodů, které obsahují klíčové národně-politické požadavky.

## Historie
Studenti chtěli dne 23. října nechat tyto požadavky odvysílat v éteru Maďarského rozhlasu. Byli však zajati pracovníky ÁVH. Večer v rádiu promluvil tajemník Maďarské strany pracujících – Ernő Gerő, který označil demonstranty za nepřátele národa a fašisty. Krátce nato došlo k prvním výstřelům. Členové ÁVH začali střílet na demonstranty dožadující se propuštění studentů před budovou rozhlasu. Někteří demonstranti se zmocnili zbraní a došlo k první přestřelce. Na zem padly první oběti boje za svobodu. Zpráva o tom se rychle rozšířila a veřejné protesty se přenesly z Budapešti na celé Maďarsko. Tak začalo protikomunistické Maďarské povstání a boj za svobodu.

## Požadavky
1. Požadujeme okamžité stažení všech sovětských vojsk, v souladu s ustanoveními mírové smlouvy.
2. Požadujeme nové volby s tajným hlasováním všech členů MDP a vytvoření nového ústředního výboru strany.
3. Požadujeme vznik nové vlády pod vedením Imre Nagye a okamžitý odchod všech stalinistů a rákosistů z vládních kruhů.
4. Požadujeme, aby Mátyás Rákosi, jakožto osoba nejvíce zodpovědné za zločiny z nedávné minulosti, která proměnila naši zemi v trosky, a další stalinisté jako Mihály Farkas byli souzeni před lidovým soudem.
5. Žádáme nové parlamentní volby na základě všeobecného tajného hlasování s účastí všech politických stran. Žádáme právo zaměstnanců na stávku.
6. Žádáme revizi a úpravy maďarsko-sovětských a maďarsko-jugoslávských vztahů v oblasti politiky, hospodářství a kultury, na základě úplné politické a ekonomické rovnosti, a nevměšování do vnitřních záležitostí jiného státu.
7. Požadujeme kompletní reorganizaci hospodářského života v Maďarsku pod vedením specialistů. Celý ekonomický systém, založený na systému plánování, musí být přezkoumán s ohledem na podmínky v Maďarsku a na životně důležité zájmy maďarského lidu.
8. Požadujeme zveřejnění zahraničních obchodních dohod a přesný počet válečných reparací. Žádáme, aby veřejnost byla přesně informována o ložiscích uranu v naší zemi, o jejich využívání a o ústupcích Rusům v této oblasti. Žádáme, aby Maďarsko mohlo uran volně prodávat za ceny na světovém trhu a získat tak tvrdou měnu.
9. Žádáme kompletní revizi norem pro průmysl a okamžitou radikální úpravu platů. Požadujeme minimální životní minimum pro dělníky.
10. Požadujeme, aby přídělový systém fungoval na základě nových pravidel. Žádáme rovné zacházení pro jednotlivé zemědělské podniky.
11. Žádáme, aby nezávislé soudy rehabilitovaly politické a vězně a osoby nevinné. Požadujeme okamžitý návrat válečných zajatců (Druhé světové války) a civilních osob deportovaných do Sovětského svazu, včetně vězňů odsouzených mimo Maďarsko.
12. Žádáme právo na svobodu názoru a projevu, svobodu tisku a rozhlasu, stejně jako vytváření deníku pro MEFESZ.
13. Žádáme, aby socha Stalina, symbol stalinské tyranie a politického útlaku, byla co nejrychleji odstraněna a nahrazena pomníkem na památku umučených bojovníků revoluce a boje za svobodu a nezávislost v letech 1848–49.
14. Požadujeme přijetí tradičních symbolů Maďarského národa (jako Kossuthův znak). Žádáme nové uniformy pro armádu, které odpovídají naším národním tradicím. Požadujeme, aby 15. březen byl prohlášen státním svátkem, a 6. říjen dnem národního smutku, kdy budou školy zavřené.
15. Studenti polytechnické univerzity v Budapešti jednomyslně prohlašují svou solidaritu s dělníky a studenty ve Varšavě a celém Polsku v jejich vývoji směrem k národní nezávislosti.
16. Studenti polytechnické univerzity v Budapešti rozhodli svolat do Budapešti na sobotu 27. října studentský parlament, na němž budou mládež a mládežnické organizace zastoupeny svými delegáty.